# Odkrycia i badania Antarktyki

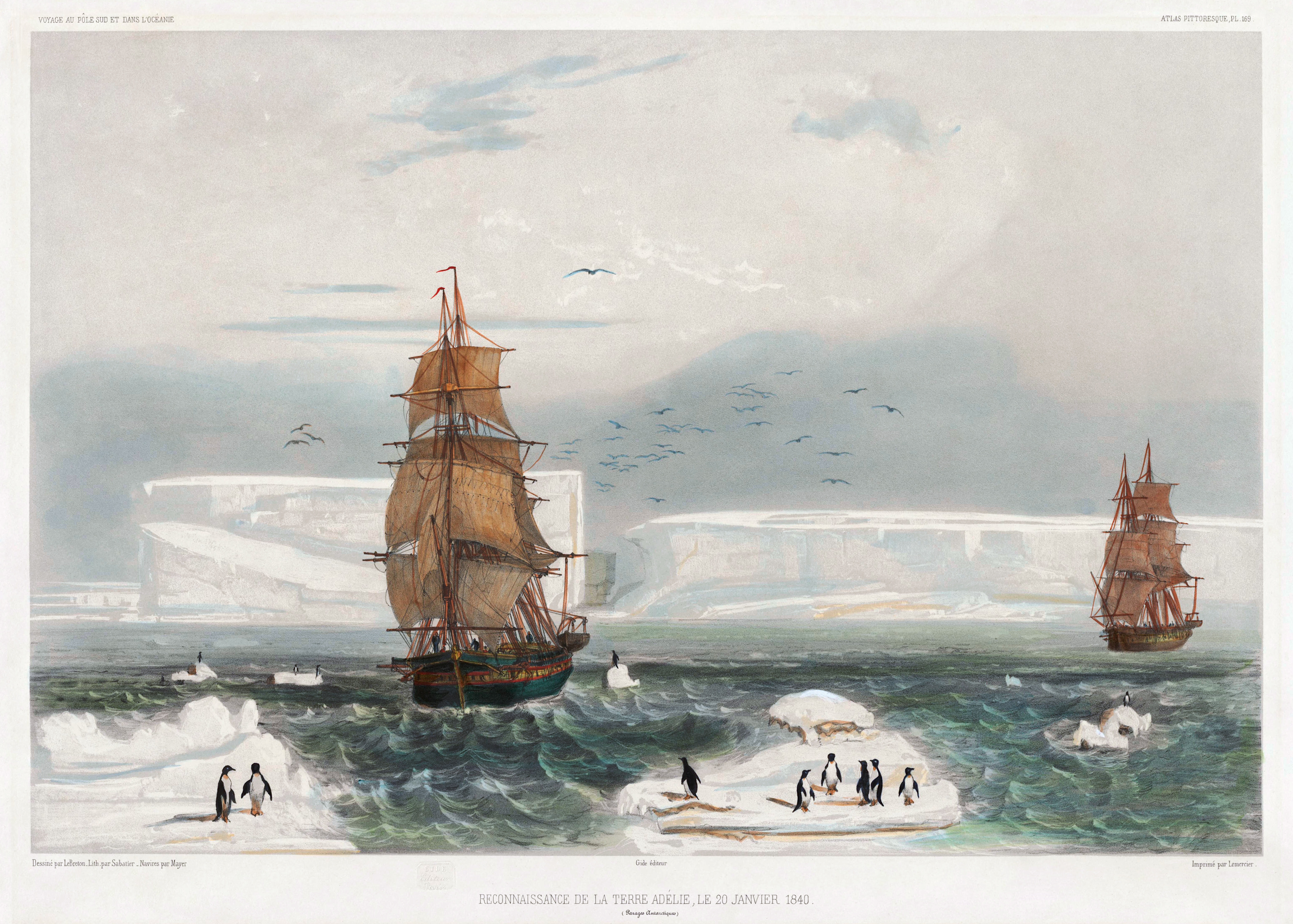
Okręty Dumonta d’Urville’a w Ziemi Adeli w 1840 roku

Odkrycia i badania Antarktyki – okres odkryć geograficznych i badań naukowych Antarktyki, który rozpoczął się w XIX wieku. Początkowo obejmował odkrycia wysp Antarktyki, a potem samego kontynentu Antarktydy. Następnie poznawano jego warunki klimatyczne i geografię, a obecnie badania Antarktyki koncentrują się wokół zmian klimatycznych i historii geologicznej tej części świata.

## Wczesne poglądy

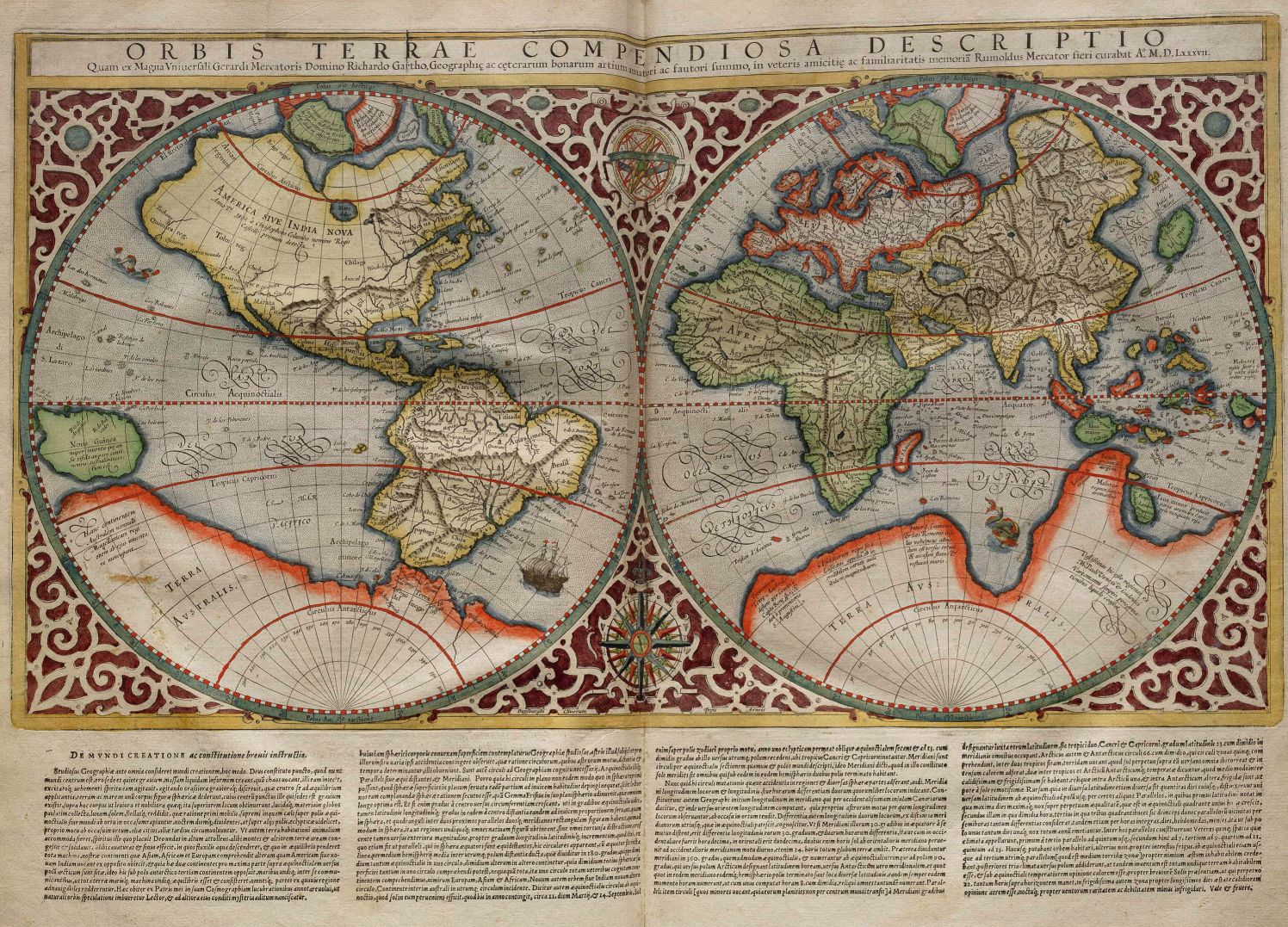
Terra Australis Incognita na mapie Merkatora, 1597

Już od czasów Ptolemeusza, od starożytności aż do oświecenia, wierzono w istnienie ogromnej masy lądowej na południowej półkuli. Legendarna Terra Australis Incognita, czyli „Nieznany Ląd Południowy”, miała być „przeciwwagą” dla lądów półkuli północnej i mieć łagodny klimat, odpowiadający Europie. Nie miała ona nic wspólnego z rzeczywistą Antarktydą, a trudności w żegludze po morzach dalekiego południa przez wieki uniemożliwiały zweryfikowanie tych poglądów. Po odkryciu Australii, której nazwa pochodzi właśnie od legendarnego lądu, na pewien czas zaprzestano wypraw na południe. Na przełomie XVII i XVIII w. eksploracja południowych brzegów Ameryki, Afryki i Australii udowodniła, że hipotetyczny południowy kontynent nie jest połączony z żadnym z nich.

## Odkrycia wysp subantarktycznych

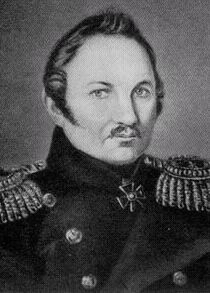
Fabian Bellingshausen (1778–1852), jeden z odkrywców kontynentu antarktycznego

Możliwe odkrycia wysp subantarktycznych czy antarktycznych przed XVIII wiekiem budzą wątpliwości, między innymi dlatego, że przez wiele wieków dokładne określenie długości geograficznej stanowiło poważny problem dla żeglarzy. Niektórzy historycy twierdzą, że wyspa Georgia Południowa została odkryta już w roku 1502 przez Amerigo Vespucciego, bądź przez wyprawę Anthony’ego de la Roché z 1675 roku. W 1599 roku holenderski żeglarz Dirck Gerritszoon Pomp (1544–1608) został zepchnięty przez wiatr daleko na południe w trakcie przekraczania Cieśniny Drake’a i mógł jako pierwszy dojrzeć wybrzeże Antarktydy.
W XVIII wieku odkryć na obszarze subantarktyki dokonywały wyprawy żeglarzy francuskich. W 1739 roku jako pierwszy Jean-Baptiste Charles Bouvet de Lozier (1705–1786) odkrył wyspę nazwaną później Wyspą Bouveta. W roku 1772 Marc-Joseph Marion du Fresne (1724–1772) i Jules Crozet (1728–1782) dopłynęli do Wysp Księcia Edwarda i Wysp Crozeta, w tym samym roku Yves Joseph de Kerguelen-Trémarec (1734–1797) odkrył Wyspy Kerguelena, nazwane później na jego cześć.
W latach 1772–1775 wyprawa Jamesa Cooka (1728–1779) dotarła najdalej na południe, do 71°S, przekraczając trzykrotnie koło podbiegunowe południowe. Cook bezsprzecznie dotarł do Georgii Południowej i odkrył archipelag Sandwich Południowy. W ekspedycji tej brał udział badacz polskiego pochodzenia Johann Reinhold Forster (1729–1798) wraz z synem Jerzym Forsterem (1754–1794). Ze względu na trudności w przebiciu się przez pak lodowy dalszych wypraw zaniechano. W 1810 roku australijski łowca fok Frederick Hasselborough (zm. 1810) odkrył subantarktyczną wyspę Macquarie.

## Odkrycie Antarktydy
Kolejna seria odkryć związana była z poszukiwaniem nowych łowisk fok i wielorybów; zainicjował ją w 1819 roku żeglarz William Smith (1790–1847). Nie ma dowodów, aby ludzie dotarli na wyspy Antarktyki lub Antarktydę kiedykolwiek wcześniej. Do eksploracji południowych mórz polarnych włączyli się Amerykanie, Brytyjczycy i Rosjanie. Car Aleksander I zadekretował wyprawę polarną, której kierownictwo objął Fabian Bellingshausen, dowodzący okrętem „Wostok”; jego zastępca Michaił Łazariew dowodził okrętem „Mirnyj”. Rosyjska wyprawa w latach 1819–1821 opłynęła całą Antarktydę, wielokrotnie zbliżając się do brzegów na odległość wzroku – pierwszy raz 28 stycznia 1820 roku. Ta data może być uznana za oficjalne odkrycie siódmego kontynentu. Oficer Royal Navy Edward Bransfield (1785–1852), z Williamem Smithem jako pilotem wyprawy, oficjalnie odkrył Szetlandy Południowe leżące na szerokości 62°S, a 30 stycznia 1820 roku północne wybrzeża Ziemi Grahama, będące częścią kontynentu Antarktydy. Rok później Amerykanin Nathaniel Palmer (1799–1877), polując na foki zetknął się z wyprawą Bellingshausena; analiza dzienników pokładowych może sugerować, że to on dotarł jako pierwszy do Ziemi Grahama. Rok później Palmer i angielski wielorybnik George Powell (1794–1824) dopłynęli do Orkadów Południowych. Wkrótce potem odkryto inne grupy wysp wokół Półwyspu Antarktycznego. W tym samym czasie angielski łowca fok James Weddell (1787–1834) dotarł do 74°15’ oraz zbadał Szetlandy Południowe, Georgię Południową i Orkady Południowe, odkrywając przy tym akwen nazwany potem Morzem Weddella. Dalsze odkrycia następowały głównie za sprawą łowców fok i wielorybników:
- 1831–1832 – John Biscoe (1794–1843) odkrył Ziemię Enderby we wschodniej Antarktydzie, inną część Ziemi Grahama i Wyspy Biscoe u zachodnich wybrzeży kontynentu[12].
- 1834 – kapitan Peter Kemp odkrył Ziemię Kempa na wschodzie.
- 1838 – John Balleny (zm. 1857) odkrył Wyspy Balleny’ego oraz dalsze odcinki wybrzeża od strony Nowej Zelandii.

## Badania Antarktydy

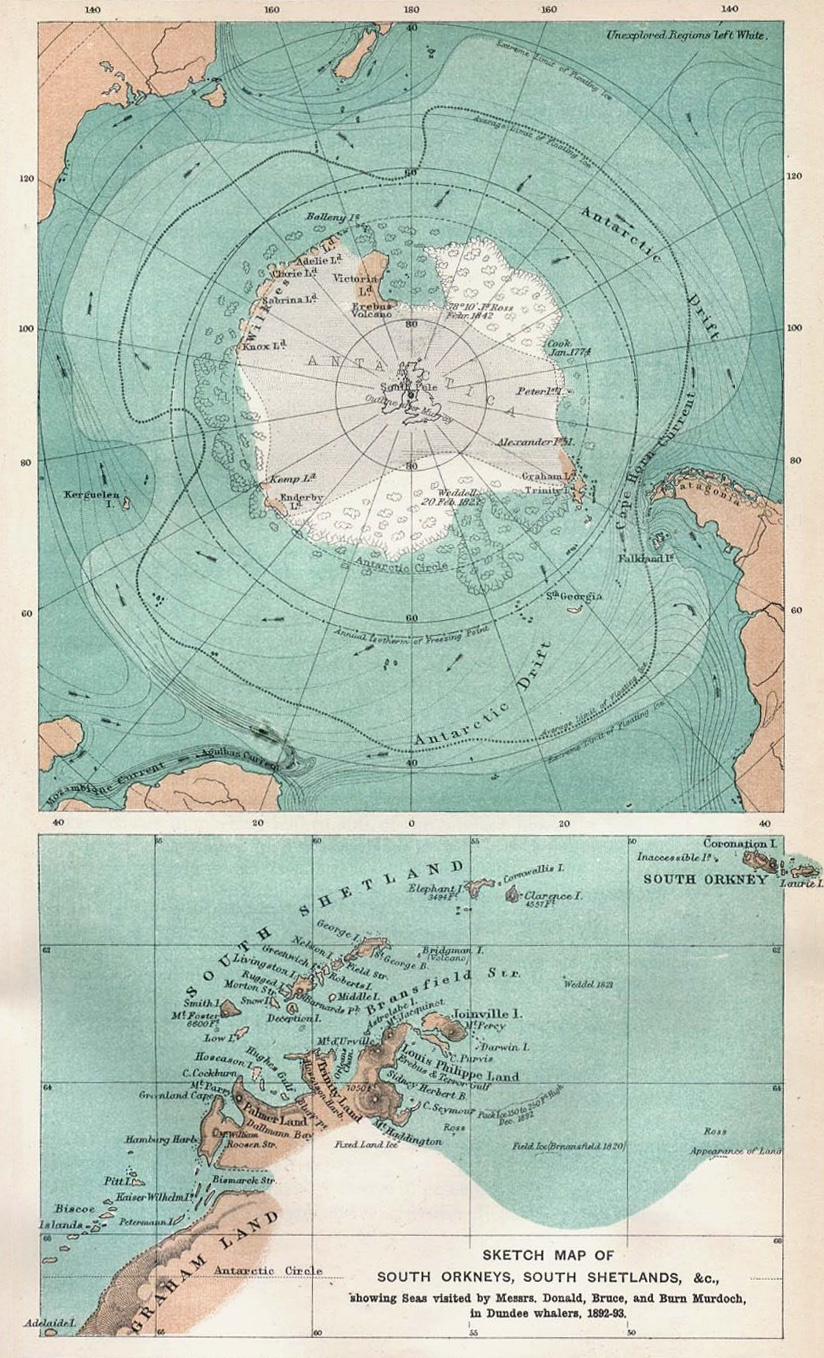
Mapa Antarktydy z 1894

W latach 1838–1843 odbyły się trzy wielkie wyprawy, mające na celu ustalenie położenia bieguna magnetycznego. Przewodzili im Francuz Jules Dumont d’Urville (1790–1842), Amerykanin Charles Wilkes (1798–1877) i Anglik James Clark Ross (1800–1862). Bieguna nie udało się odkryć, jednak dokonano istotnych odkryć geograficznych: d’Urville odkrył wyspy Joinville i d’Urville’a oraz Ziemię Adeli (nazwaną imieniem żony odkrywcy), Wilkes wybrzeże Ziemi Wilkesa, a Ross odkrył Ziemię Wiktorii, wulkany Terror i Erebus na Wyspie Rossa oraz Lodowiec Szelfowy Rossa. Ross dotarł do 71°30'S i zbliżył się tak bardzo do bieguna magnetycznego, że igła magnetyczna w kompasie stała niemalże pionowo. Największą jednak zasługą Rossa było udowodnienie, iż Antarktyda jest lądem stałym, nie tylko lodową czapą wokół bieguna południowego.
Te trzy wyprawy wniosły istotny wkład w rozwój wiedzy o Antarktydzie, lecz jednocześnie trudności jakie napotkały były tak zniechęcające, że nastąpiła ponad sześćdziesięcioletnia przerwa w wyprawach badawczych. Wody polarne stały się znów domeną wielorybników. W tym czasie prowadzono niewiele badań:
- 1874 – brytyjski polarnik George Strong Nares (1831–1913) prowadził badania oceanograficzne na wodach antarktycznych[17].
- 1893 – norweski odkrywca Carl Larsen (1860–1924) dotarł do Ziemi Ludwika Filipa, odkrył też Wybrzeże Oskara II oraz Wybrzeże Foyna.

Pierwsze potwierdzone lądowanie na kontynencie miało miejsce 24 stycznia 1895 roku. Tego dnia norweski wielorybnik Henrik Bull (1844–1930) wylądował na Przylądku Adare’a na Ziemi Wiktorii. Jeden z uczestników jego wyprawy Carsten Borchgrevink (1864–1934) odkrył rosnące tam glony. Istnieją inne doniesienia o wcześniejszych lądowaniach na kontynencie; 7 lutego 1821 roku amerykański łowca fok John Davis (ur. 1784) miał wylądować w Hughes Bay na Ziemi Grahama, na Półwyspie Antarktycznym, a 26 stycznia 1853 roku na wybrzeżu Antarktydy Wschodniej rzekomo miał wylądować Mercator Cooper (1803–1872).
Na przełomie XIX i XX wieku nastąpił powrót do ściśle naukowych badań kontynentu. Pierwszą tego typu wyprawą była ekspedycja Belgica pod dowództwem belgijskiego oficera Adriena de Gerlache (1866–1934), w której brało udział dwóch polskich uczonych: Henryk Arctowski (1871–1958) i Antoni Bolesław Dobrowolski (1872–1954). Prowadziła ona badania na zachodnim wybrzeżu Ziemi Grahama, badając i nazywając Archipelag Palmera i przymusowo przezimowała na Antarktydzie, dopiero po roku uwalniając się z lodów. W latach 1898–1900 C. Borchgrevink z wyprawą norwesko-angielską po raz pierwszy w sposób zamierzony zimował na kontynencie Antarktydy, a w roku 1900 wyprawił się w głąb lądu do szerokości 78°50’S udowadniając w ten sposób możliwość prowadzenia lądowych wypraw.
Po Międzynarodowych Kongresach Geograficznych w Londynie (1895) i Berlinie zainicjowano międzynarodowe, skoordynowane wysiłki na rzecz badań Antarktydy. W wyniku tej koordynacji w latach 1901–1905 w rejon podbiegunowy wyruszyło pięć wypraw ze ściśle określonym programem badawczym, w celu przeprowadzenia badań w zakresie magnetyzmu ziemskiego, meteorologii, glacjologii i paleontologii:
- 1901–1904 – angielska wyprawa Discovery Roberta Scotta (1868–1912) prowadziła badania na Morzu Rossa oraz Ziemi Wiktorii i dotarła na saniach aż do 82°17'S[21].
- 1901–1903 – niemiecka wyprawa Gauss pod kierownictwem Ericha von Drygalskiego (1865–1949) odkryła i zbadała Ziemię Wilhelma II we wschodniej Antarktydzie[22].
- 1901–1903 – szwedzka wyprawa Antarctic Otto Nordenskjölda (1869–1928) i Carla Antona Larsena (1860–1924) po wielu przeszkodach odkryła połączenie lądowe pomiędzy Ziemią Grahama a Ziemią Ludwika Filipa oraz poczyniła cenne odkrycia z zakresu glacjologii i paleontologii.
- 1902–1904 – szkocka wyprawa Scotia pod kierownictwem Williama S. Bruce’a (1867–1921) badała linię brzegową na Ziemi Coatsów[23].
- 1904–1907 – francuska wyprawa Francaise Jean-Baptiste Charcota (1867–1936) odkryła Wybrzeże Loubeta[24].

Pięć wielkich wypraw, choć dokonały pewnego dzieła odkrywczego, zostało jednak uznanych za porażkę, ponieważ przy olbrzymim wysiłku organizacyjnym i materialnym wyniki były dość skromne. Nie osiągnięto też zamierzonego celu, a mianowicie dotarcia do bieguna geograficznego i zlokalizowania bieguna magnetycznego. Kolejną wyprawę w tym celu zainicjował Ernest Shackleton (1874–1922) w latach 1908–1909. Wyprawa jego, nie osiągając bieguna, dotarła do szerokości 88°23’S. W tym samym czasie inna część jego ekspedycji pod kierownictwem Douglasa Mawsona (1882–1958) ostatecznie zlokalizowała biegun magnetyczny w punkcie 72°25’S i 154°16’E, o 40 km od punktu wyznaczonego teoretycznie przez niemieckiego matematyka Carla Friedricha Gaussa (1777–1855).
W latach 1908–1910 Jean-Baptiste Charcot zorganizował swą drugą wyprawę, w czasie której badał obszary pomiędzy Wybrzeżem Loubeta a Ziemią Edwarda VII.

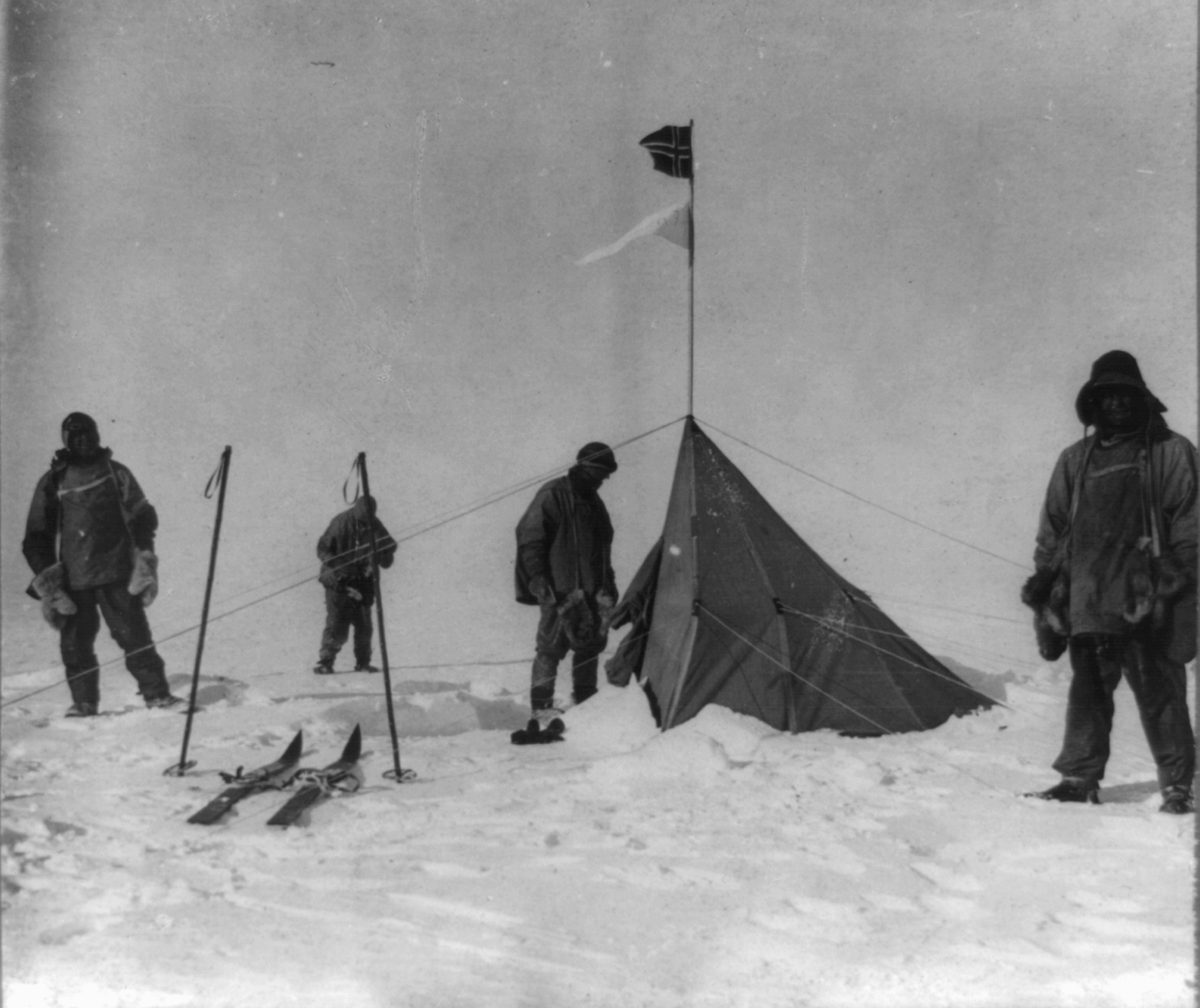
Wyprawa R. Scotta na biegunie, przy norweskim namiocie

W latach 1911–1912 wysiłki zdobycia bieguna południowego zostały wreszcie zwieńczone sukcesem. W kierunku bieguna wyruszyły niemal jednocześnie dwie wyprawy: wyprawa Amundsena i wyprawa Scotta. Wyścig wygrał norweski polarnik Roald Amundsen (1872–1928) docierając tam 14 grudnia 1911 roku. Scott dotarł na biegun w miesiąc po Amundsenie, 18 stycznia 1912 roku. Wyprawa Scotta skończyła się tragicznie z powodu złej pogody oraz wykorzystania kuców islandzkich, które nie radziły sobie w antarktycznych warunkach. Z tego powodu 7 z 12 członków wyprawy musiało zawrócić nie zdobywając bieguna. W drodze powrotnej najpierw zginęło 2 polarników, natomiast ostatnia trzyosobowa grupa zginęła zaskoczona przez burzę śnieżną zaledwie 20 km od obozowiska. Ostatnią datą zapisaną przez Scotta był 29 marca 1912 roku.
W następnych latach, wyprawa za wyprawą, pojawiają się na morzach otaczających Antarktydę:
- 1911 – japońska ekspedycja na statku Kainan-Maru, kierowana przez porucznika Nobu Shirase (1861–1946), która po kilku nieudanych próbach przebyła Morze Rossa i dotarła do bariery lodowej. Jedna z grup marszem pieszym po Lodowcu Szelfowym Rossa dotarła do szerokości 80°05'S. Inna grupa wylądowała na półwyspie noszącym dziś nazwę Półwyspu Edwarda VII i doszła do łańcucha Gór Aleksandry[29].
- Styczeń 1912 – Wilhelm Filchner (1877–1957) na statku Deutschland odkrył Wybrzeże Leopolda[30].
- Listopad 1912 – Douglas Mawson (1882–1958) z pierwszą, tragicznie zakończoną australijską wyprawą do Ziemi Jerzego V; pierwszy raz do komunikacji użyto nadjaników radiowych[31].
- Październik 1915 – Ernest Shackleton (1874–1922) wyruszył w tragicznie zakończoną wyprawę w poprzek kontynentu. Ponawiał swe próby aż do swej tragicznej śmierci w styczniu 1922 roku, dokonując w tym czasie wielu nowych odkryć w różnych częściach kontynentu[32].
- Listopad 1928 – George Hubert Wilkins (1888–1958) dokonał pierwszego przelotu nad Antarktydą[33].
- Październik 1929 – połączone wyprawy brytyjska, nowozelandzka i australijska pod kierownictwem Douglasa Mawsona odkryły Ziemię Mac. Robertsona.
- 28 listopada 1929 – Richard Byrd (1888–1957) dokonał pierwszego przelotu nad biegunem południowym[34].
- 1 grudnia 1929 – norweska wyprawa Larsa Christensena (1884–1965) wylądowała na Wyspie Bouveta i jednocześnie ogłosiła  akt jej inkorporacji do Norwegii.
- w 1933 admirał Richard E. Byrd jako pierwszy zimował samotnie na kontynencie, w zbudowanej przez siebie chacie na szerokości 80°08’S. Byrd prowadził podczas tego zimowania badania naukowe[35].
- listopad 1935 – Amerykanin Lincoln Ellsworth (1880–1951) dokonał pierwszego przelotu w poprzek kontynentu[36].

W latach 1928–1947 podjęto cztery wyprawy badawcze pod kierownictwem Byrda, podczas których sfotografowano łącznie 1,2 mln km² nieznanego lądu oraz odkryto tzw. oazy antarktyczne (obszary wolne od lodu). II wojna światowa przerwała badania Antarktydy.

## Po II wojnie światowej
Do 1942 roku w Antarktyce powstało 56 mniejszych i większych placówek badawczych, pozwalających na zimowanie lub badania w antarktycznym lecie. W grudniu 1947 roku Finn Ronne (1899–1980) zorganizował prywatną ekspedycję (ang. Ronne Antarctic Research Expedition (RARE)) mającą swoją bazę na Stonington Island, która zbadała Lodowiec Szelfowy Ronne . Dwoje uczestników tej wyprawy, w tym Ronne, zabrało swoje żony – Edith „Jackie” Ronne (1919–2009) i Jenny Darlington były pierwszymi kobietami, które spędziły zimę na Antarktyce . W roku 1950 międzynarodowa ekspedycja szwedzko-brytyjsko-norweska badała Ziemię Królowej Maud. W 1956 roku zorganizowano Międzynarodowy Rok Geofizyczny, który zaowocował powstaniem 28 nowych baz antarktycznych. Wreszcie w 1957 roku na wzór dwóch wcześniejszych operacji zorganizowano trzecią, najdalej posuniętą operację Deep Freeze. Zaplecze logistyczne dostarczyła armia amerykańska, a w ekspedycji wzięły udział setki uczonych z 67 krajów. Ekspedycja trwała 18 miesięcy.
W roku 1958 wyprawa pod dowództwem V.E. Fuchsa (1908–1999) dokonała pierwszego przejścia w poprzek całego kontynentu, od Morza Weddella do Morza Rossa, w odwrotnym kierunku wyruszyła wyprawa E. Hillary'ego (1919–2008), która dotarła do bieguna południowego i powróciła drogą powietrzną. W tym samym roku radziecka wyprawa polarna osiągnęła biegun niedostępności i założyła tam tymczasową bazę.
W grudniu 1959 roku, w ramach kolejnego Międzynarodowego Roku Geofizycznego, 12 państw podpisało w Waszyngtonie traktat antarktyczny. Zapewnił on eksterytorialność wszystkich ziem na południe od równoleżnika 60°S i dostęp do tych terenów dla całej światowej społeczności naukowej. Polska była pierwszym krajem, który dołączył w 1961 roku do tego grona.
Od tego czasu powstały i działają do dziś dziesiątki stacji badawczych należących do różnych krajów, między innymi Polska Stacja Antarktyczna im. Henryka Arctowskiego.